# Mammillaria jaliscana
Mammillaria jaliscana är en kaktusväxtart som först beskrevs av Nathaniel Lord Britton och Joseph Nelson Rose, och fick sitt nu gällande namn av Boed. Mammillaria jaliscana ingår i släktet Mammillaria och familjen kaktusväxter.

## Underarter
Arten delas in i följande underarter:
- M. j. jaliscana
- M. j. zacatecasensis

## Bildgalleri

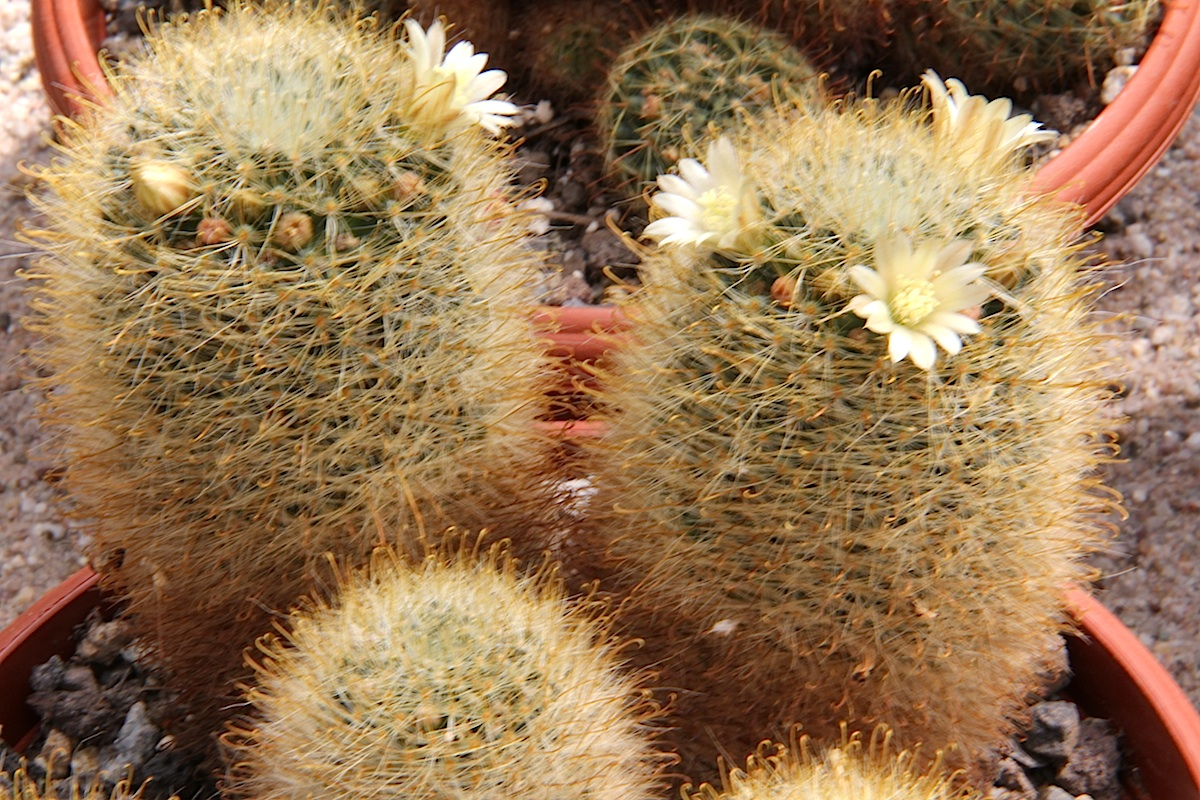
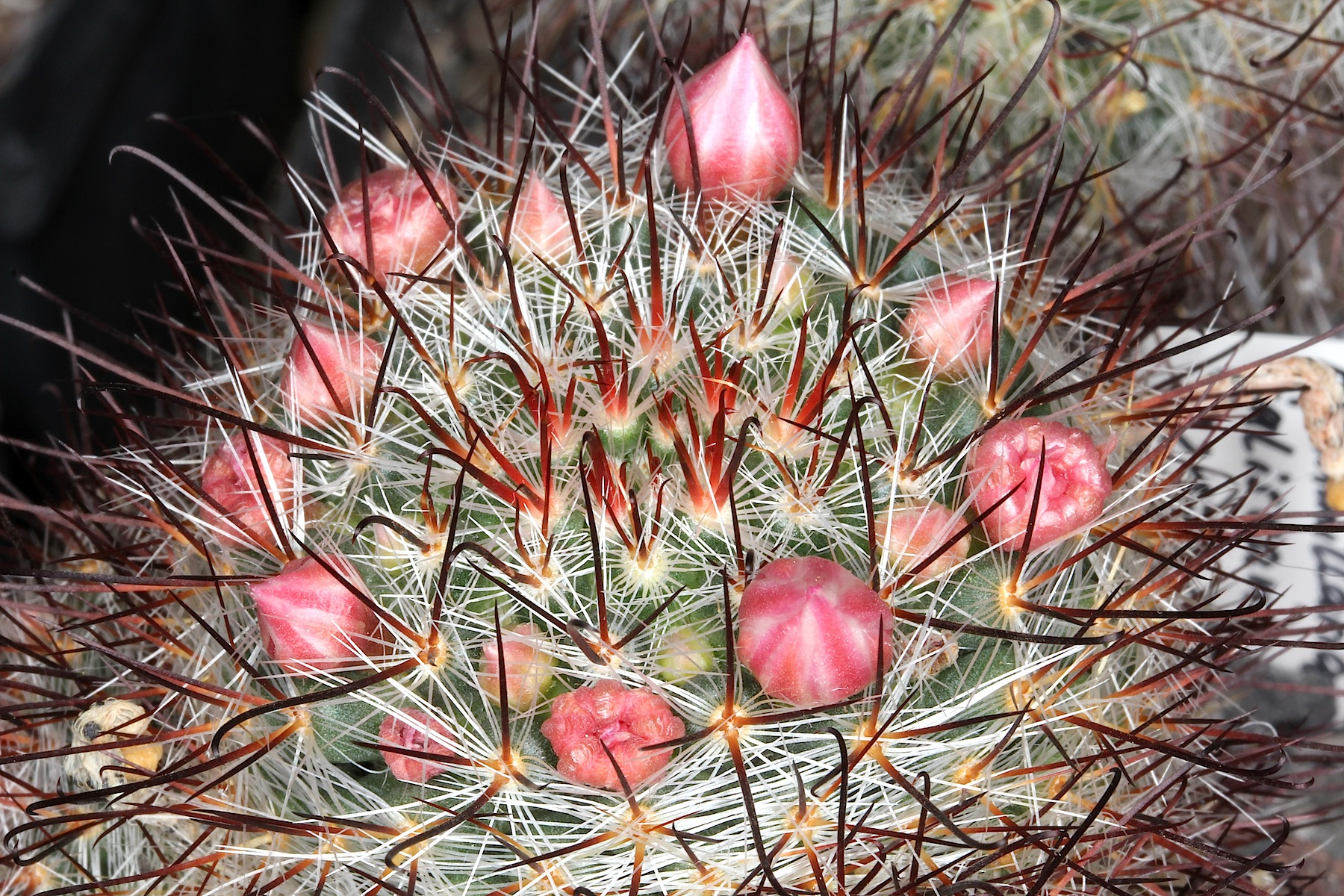